# Ansamblul Folcloric „Florile Tarcăului“

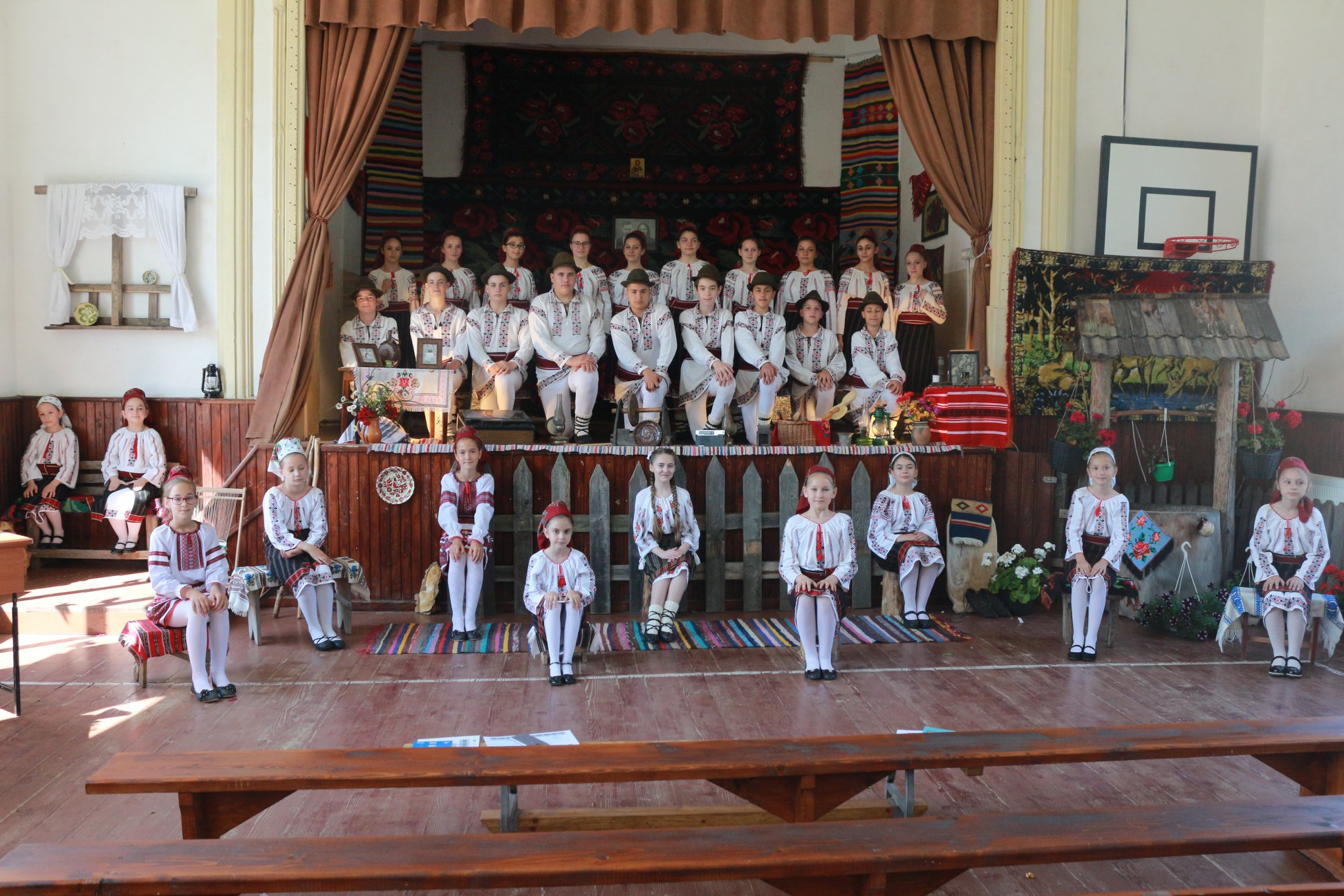
Ansamblul aflat pe scena Școlii Gimnaziale „Iulia Hălăucescu” - Tarcău

Ansamblul Folcloric „Florile Tarcăului” al Școlii Gimnaziale „Iulia Hălăucescu”, Comuna Tarcău, Județul Neamț a fost înființat în anul 2015, iar din decembrie 2016, instructorul-coregraf al acestuia este Marius Lupu.
Păstrători ai tradițiilor locale și al minunatului port popular pe care‑l îmbracă cu mândrie, acești copii frumoși și talentați au arătat unei țări întregi cum se cântă și se joacă în comuna lor natală.

## Evenimente și competiții

### În anul 2017
- București, 21-22 februarie 2017 – Întâlnire in cadrul Asociației Comunelor din România;
- București, 27-28 mai 2017 – Competiția “SATE CULTURALE ROMÂNEȘTI”;
- Piatra Neamț, 18 mai 2017 – Proiectul “MUZEE ȘI ȘCOLI”;
- Tarcău, Neamț, 31 martie 2017 – Ziua Școlii, ediția a VII-a;
- Borlești, Neamț, mai 2017 – Festivalul Concurs “Viorica Patrichi”;
- Piatra Neamț, 4 august 2017 – Festivalul Internațional de Folclor “Ceahlăul”;

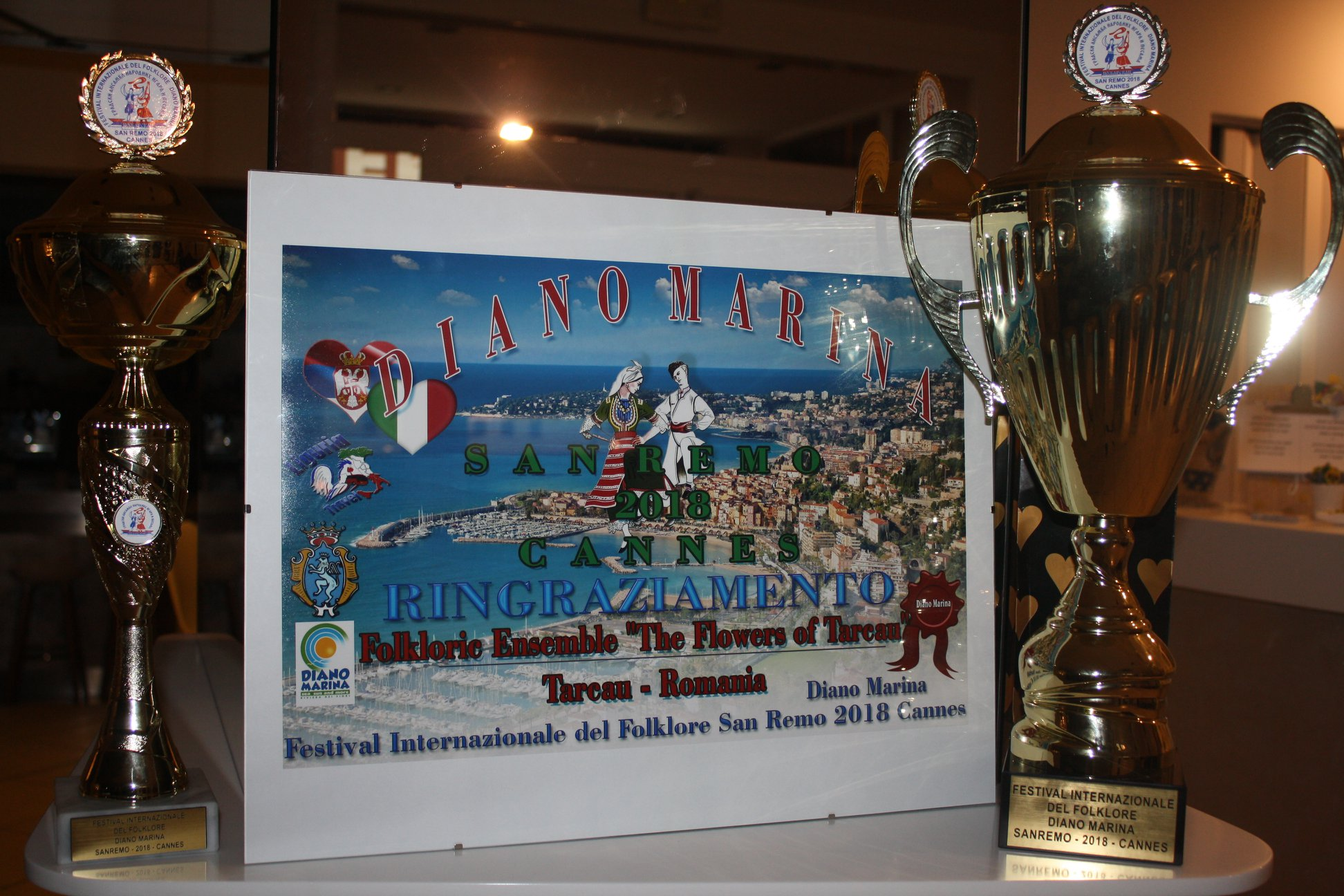
Trofeul Festivalului Internațional de Folclor din San Remo, Italia

- Trofeul Festivalului Internațional de Folclor din San Remo, ItaliaBelgia, Bruxelles, 30 august-4 septembrie 2017;
- Ștefan cel Mare, Neamț, 8 octombrie 2017 – Festivalul Concurs Național “Staruri pentru Zaragoza” – Trofeul festivalului;
- Cicârlău, Maramureș, 22-23 octombrie 2017 – Festivalul Concurs Național “Nicolae Sabău – Alina-te dor, alină!”;
- Iași, Turnul Goliei, 18 noiembrie 2017 – Proiectul “Comorile Tarcăului pentru Domnița din Turnul Goliei”;
- TVR 1, noiembrie 2017 – Emisiunea “Exclusiv în România!”;

### În anul 2018
- Sanremo – Cannes – Diano Marina, Italia-Franța, 25-30 martie 2018 – Festivalul Internațional de Folclor – Trofeul Festivalului; Au avut loc spectacole în toate cele trei locații.
- Piatra Neamț, Neamț, 1 aprilie 2018 – Spectacol în deschiderea oficială a Olimpiadei Naționale de Biologie;
- Ruginoasa, Iași, 10 mai 2018 – Proiectul A Co R “Flacăra Unirii Centenare”;
- Piatra Neamț, Neamț, 10 iunie 2018 – Festivalul-Concurs Regional de Cântece și Dansuri Populare “Nae Rotaru”, Ediția a II-a – Premiul al III-lea;
- Tarcău, Neamț, 14 iunie 2018 – Ziua școlii – Spectacol închinat Centenarului;
- Piatra Neamț, Neamț, 9 iulie 2018 – Spectacol în deschiderea Olimpiadei Naționale “Tinerii Dezbat”;
- Festivalul-Concurs Internațional al Artelor “Theodore Ciurdea Coresi”, Dochia, Neamț, România, ediția a II-a, 28-29 iulie 2018 – Premiul al II-lea.
- Festivalul Concurs Județean “Hai să dăm mână cu mână – reîntregirea țării prin ochi de copil” – Centrul Cultural Tașca, 25 august 2018 – Locul I.
- Evenimentul dedicat portului și dansului popular “Mândri că suntem nemțeni!”, Tg. Neamț, România, 9 septembrie 2018.
- Evenimentul “Tânărul din Petrodava”, organizat de ATOR Piatra Neamț, 22 septembrie 2018;
- Bruxelles, Belgia, 3-10 decembrie 2018: Program de colinde susținut de membrii Ansamblului Folcloric “Florile Tarcăului” la Biserica “Sf. Nicolae” din Bruxelles;
- Program artistic Ansamblul Folcloric “Florile Tarcăului” în cadrul petrecerii de Crăciun a Asistentilor Acreditati la Bruxelles, în Parlamentul European;
- Program artistic Ansamblul Folcloric “Florile Tarcăului” în cadrul petrecerii de Crăciun a diplomaților din Reprezentanța Permanentă a României pe lângă UE.

### În anul 2019
- București, 18-19 februarie 2019 – ACOR, competiția pentru diploma și trofeul Nicolae Sabău.
- Spectacol caritabil “O șansă pentru IANIS-GEORGE”, Piatra Neamț, Sala “Calistrat Hogaș” a CJ Neamț, 18 aprilie 2019.
- Concursul cultural-artistic “Nestemate populare pe plaiuri nemțene… Valerica Patrichi”, Borlești, Neamț, ediția a VII-a, 5 mai 2019, activitate cuprinsă în CAERI 2019, poz. 1647 – Locul I.
- Concursul Interjudețean de Muzică și Dans Românesc “Mai… românește”, Ediția a III-a, Dumeni, Botoșani, 19 mai 2019, CAEJ 60 – Locul I.
- Festivalul-Concurs Interjudețean de Dansuri și Cântece Populare “Nae Rotaru”, Piatra Neamț, 9 iunie 2019, aprobat conform OMEN 3017/2019 – CAERI – Anexa nr. 9, poziția 1649 – Locul II,
- Festivalul Local “Ceahlău, Tărâm de Poveste”, festival de promovare a produselor locale, ediția a III-a, organizat de GAL Ceahlău – 14 septembrie 2019.
- Primăria Municipiului Iași, Căminul de Pensionari ȚSf. Cuvioasă Parascheva”, participare la evenimentul dedicat Zilei Internaționale a Persoanelor Vârstnice, în ziua de 1 octombrie 2019.
- Postul de televiziune Tele Moldova, Emisiunea “La un ceai cu Petru Frăsilă”, 1 octombrie 2019.
- Participarea la deschiderea celei de-a 24-a ediții a Olimpiadei Internaționale de Astronomie ce s-a desfășurat la Piatra Neamț, în perioada 18-27 octombrie 2019.
- Participarea la SPECTACOLUL CARITABIL MAGIA ELLEI: CRĂCIUN PENTRU COPII NEVOIAȘI, Piatra Neamț, 5 decembrie 2019, Hotel Central Plaza.